# Winged Creatures
Winged Creatures ist ein US-amerikanisches Filmdrama aus dem Jahr 2008. Regie führte Rowan Woods, das Drehbuch schrieb Roy Freirich.

## Handlung
Einige Menschen – darunter der krebskranke Charlie Archenault – besuchen ein Restaurant in Los Angeles. Sie geraten in einen Amoklauf, bei dem es einige Todesopfer gibt. Die Überlebenden versuchen, die erlebten Ereignisse zu verarbeiten.
Der schwer verletzte Archenault ist glücklich, dass er das Massaker überlebt hat. Er meint, er hätte eine Glückssträhne, die er nutzen will, indem er in einem Casino spielt, um für seine Familie finanziell vorzusorgen. Dr. Laraby mischt seiner Frau heimlich Mittel ins Essen, die sie sexuell erregen sollen, aber zu lebensbedrohlichen Nebenwirkungen führen. Die Kellnerin Carla Davenport, die mit dem Erlebten und auch mit ihrem Baby als Alleinerziehende überfordert ist, versucht, den Arzt zu verführen.
Ein traumatisierter Junge spricht nicht mehr, sein Vater weigert sich jedoch, ihn zum Therapeuten zu bringen. Doch zu der gleichaltrigen Anne Hagen hat der Junge Vertrauen, er redet nur mit ihr. Anne Hagen, deren Vater bei der Schießerei getötet wurde, wendet sich dem Glauben zu. Doch die beiden Jugendlichen haben ein gemeinsames Geheimnis.

## Kritiken
- Von den Effekten eines Amoklaufes auf die Leben diverser unfreiwillig Beteiligter erzählt einfühlsam und stimmig dieses um Charaktertiefe bemühte und stark besetzte Drama. (Blickpunkt Film)[2]

- Nicht der Amoklauf steht im Mittelpunkt dieses dramatischen Ensemblestückes, sondern seine Wirkung auf die ohnehin bereits problematischen Existenzen der unfreiwillig Beteiligten. Starke Darsteller von Guy Pearce über Kate Beckinsale bis zu Jennifer Hudson (Oscar für „Dream Girls“) ziehen in der episodisch strukturierten Geschichte alle Register des Charakterfachs, wobei Jungstar Dakota Fanning („Krieg der Welten“) als traumatisierte Tochter und Forest Whitaker als todgeweihter Gambler besondere Erwähnung verdienen. Gute Sache für Dramenfreunde. (VideoWoche)[3]

Luke Y. Thompson spottete in der Zeitschrift L.A. Weekly vom 25. Juni 2008, Filme wie Winged Creatures würden mindestens einmal im Jahr kommen – zahlreiche gute Schauspieler und einige, die eher für Werbespots taugen würden, seien in eine große Tragödie involviert, die sie zu Interaktionen zwinge.

## Hintergründe
Der Film wurde in verschiedenen Orten in Kalifornien gedreht. Seine Weltpremiere fand am 24. Juni 2008 auf dem Los Angeles Film Festival statt.